# Lesbia nuna
Lesbia nuna là một loài chim trong họ Chim ruồi.